# الملحى (المخادر)

تعديل مصدري - تعديل

الملحى هي إحدى قرى عزلة السحول بمديرية المخادر التابعة لمحافظة إب، بلغ تعداد سكانها 2777 نسمة حسب تعداد اليمن لعام 2004.